# Alboranita

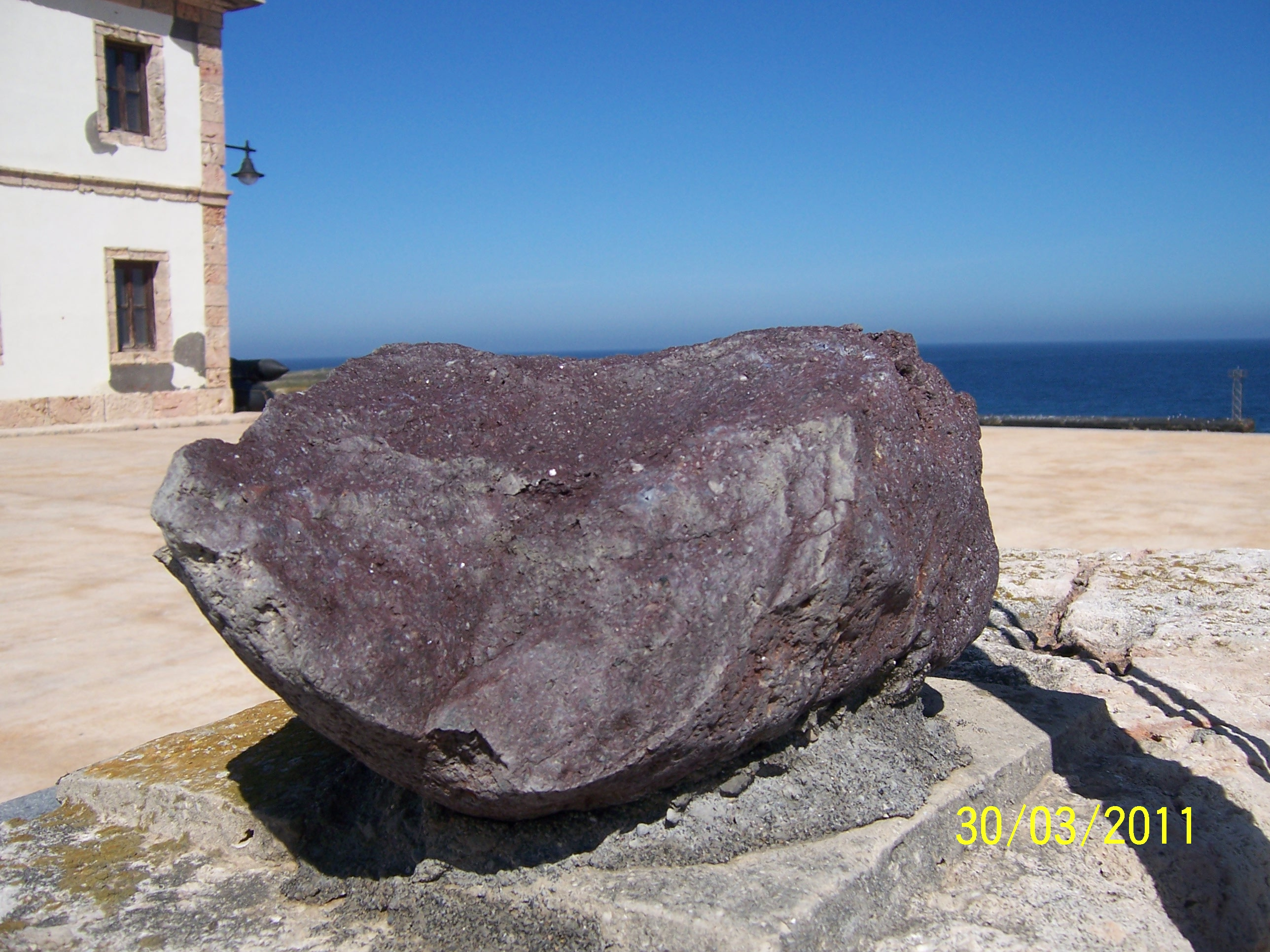
Mostra d'alboranita.

L'alboranita és una roca ígnia descoberta a l'illa de Alborán (província d'Almeria, Espanya) al 1899, pel professor de geologia Friedrich Becke, que presenta un caràcter intermedi entre basalts (més màfics) i andesites (més àcides però de composició intermèdia entre màfiques i fèlsiques). Les alboranites són riques en òxid de calci (CaO), pobres en òxid de sodi (Na2O), sense olivino i amb incrustacions de hiperstena (present també al Cap de Gata).

A més hi podem trobar com minerals associats augita, calcedonia, hornblenda, magnetita, goethita, hematita i la ilmenita. Si més no a les mostres trobades a l'Illa.

## Origen geològic
L'any 1899 Becke, va realitzar un estudi microgràfic de les mostres recollides al descobrir la roca, qualificant-les de «andesites hiperstenas amb caràcters exclusius de l'illa», raó per la qual els donaria el nom de l'illa. L'illa de Alborán té el seu origen probable al Miocè, sent la resta d'un edifici volcànic sorgit arran el plegament alpí, durant el pas del Miocè al Pliocè. Es tractaria de les restes d'una caldera explosiva subaérea anterior al Tirreniense, erosionada posteriorment per la mar. Així doncs aquest seria l'origen més probable d'aquesta roca característica de l'illa.